# Sils-Maria
Pour le film d'Olivier Assayas, voir Sils Maria (film).
Sils-Maria est un village des Alpes situé à 1 800 m d'altitude au Sud-Est de la Suisse qui fait partie de la commune de Sils im Engadin/Segl dans le canton des Grisons.

## Histoire et culture
Le philosophe Friedrich Nietzsche a l'idée de l’Éternel retour en 1881 à Sils-Maria lors de son premier séjour. Entre 1883 et 1888, Nietzsche y passe de nombreux séjours en été. Mais des problèmes de santé survenus à Turin en 1889 le plongent dans un état végétatif jusqu'à sa mort en 1900. La maison où il habite est devenue un musée, le musée Nietzsche (Nietzsche-Haus). L'hôtel Edelweiss, fondé en 1876, situé juste à côté, et la terrasse sur laquelle il prenait plaisir à s'attarder, existent toujours.
Un autre hôtel, le Waldhaus, est tenu par la même famille depuis sa construction en 1908.
De nombreux auteurs du XIXe siècle et du XXe siècle séjournent à Sils-Maria, notamment Annemarie Schwarzenbach, Thomas Mann, Marcel Proust, Hermann Hesse, Pierre Jean Jouve, Alberto Moravia, Franck Venaille, Jean Cocteau, Rosetta Loy.
Dans Les Plaisirs et les Jours, Marcel Proust évoque Sils-maria en ces termes : « Nous nous sommes aimés dans un village perdu d'Engadine, au nom deux fois doux : le rêve des sonorités allemandes s'y mourait dans la volupté des syllabes italiennes... »
À Sils Baselgia, la Pension Chastè, ancienne maison construite dans le style de l'Engadine, est également connue pour les hôtes célèbres, savants, artistes, écrivains, qui y séjournent. Parmi eux : le psychiatre Eugen Bleuler, le poète Paul Celan, le peintre Marc Chagall, l'écrivain Friedrich Dürrenmatt.
Le chef d'orchestre Claudio Abbado est enterré dans le petit cimetière de l’église de Fex Crasta, dans le val Fex où il possédait une maison.

## Films
- Olivier Assayas, Sils Maria (en anglais : Clouds of Sils Maria), 2014.
- Claude Chabrol, Rien ne va plus, 1997.

## Littérature
Dans Blanc, Sylvain Tesson consacre trois chapitres de sa traversée des Alpes l'hiver de Nice à Trieste, à son passage par Sils-Maria.
Dans Feuilles d'Engadine, Michelle Labbé raconte son séjour à Sils-Maria, son histoire et la réalité sociale des lieux, à travers ses randonnées estivales.
- Michèle Kahn, Loin de Sils Maria, Éditions Le Passage, Paris, 2018,  (ISBN 9782 847 423 853)

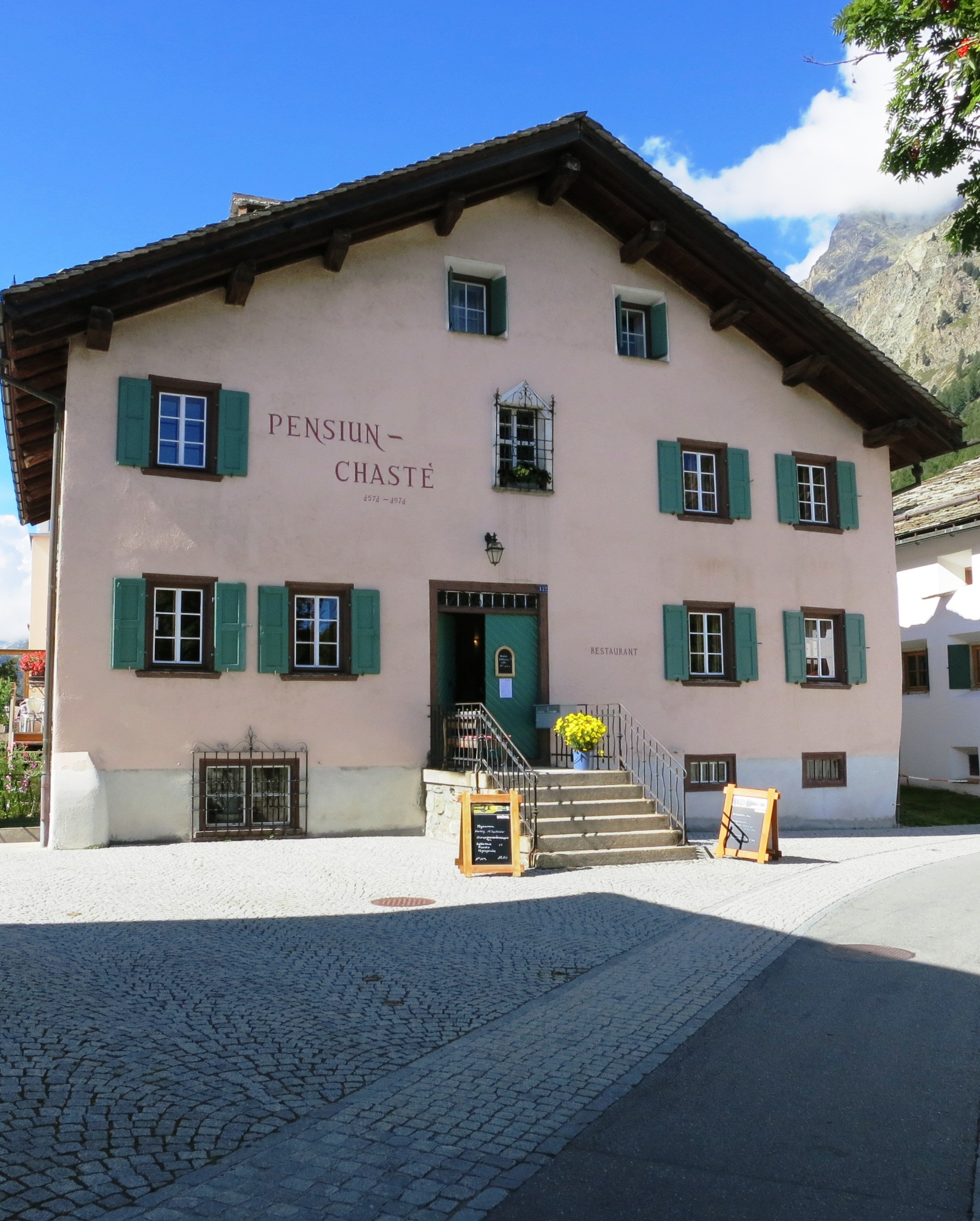
La Pension Chastè
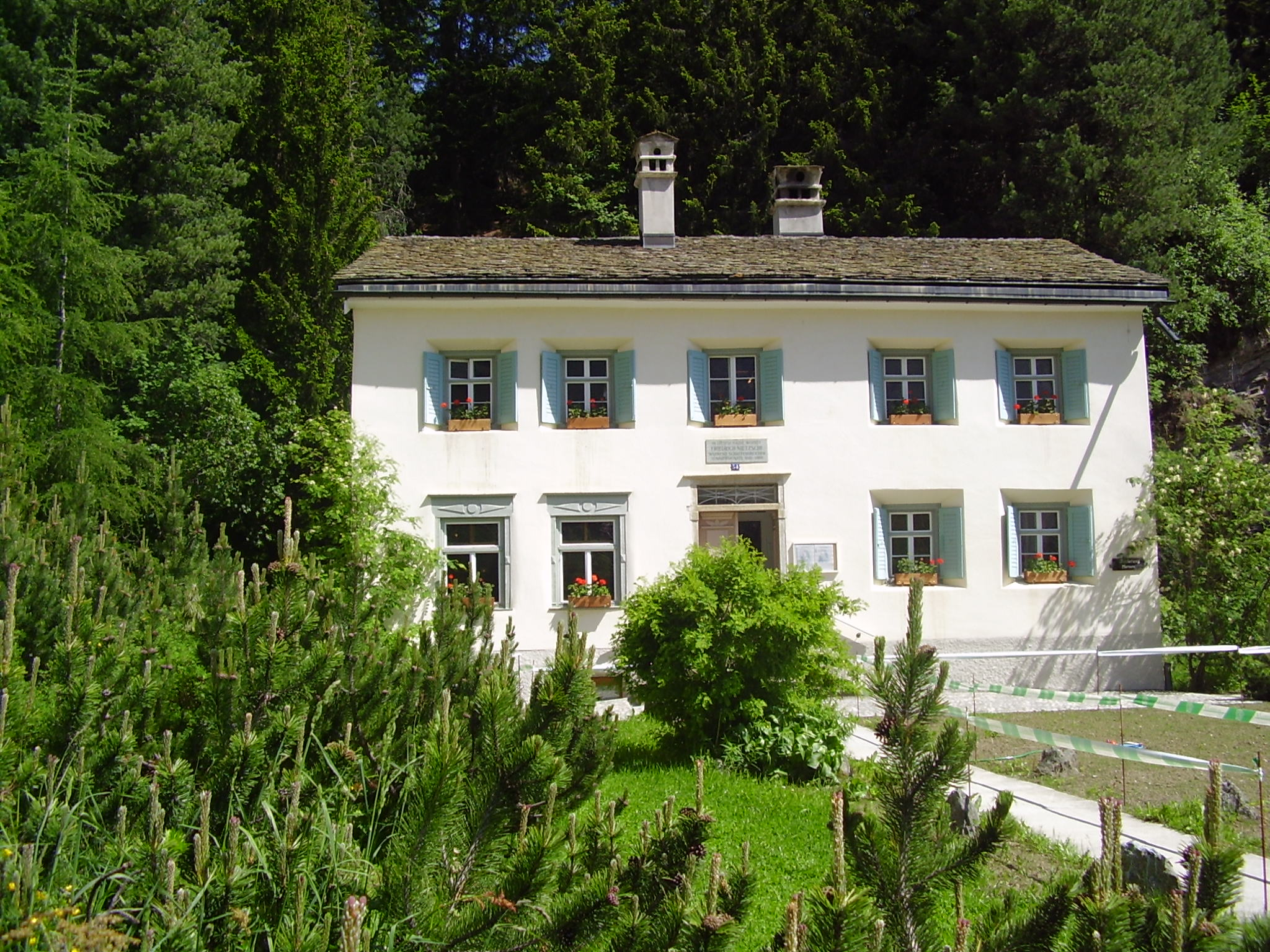
Nietzsche-Haus